# 緑川警部シリーズ
『緑川警部シリーズ』（みどりかわけいぶシリーズ）は、2009年から2012年までTBS系「月曜ゴールデン」で放送された刑事ドラマシリーズ。全4回。主演は西岡徳馬。

## 登場人物

### 横浜南警察署

#### 刑事課
緑川有一
演 - 西岡德馬
課長。階級は警部。「検挙率100%の男」と呼ばれる刑事。その実績を買われ横浜西署から引き抜かれた。捜査方針も「検挙率100%を目指す」であり、巧妙や難解な手口でも必ず犯人を逮捕する事で周囲に知らしめる事が防犯にとって必要と考える。さらに、事件を追う中で捜査関係者の誰一人信用しない一方で犯人と疑われた男に詫びる為、自分を殴らせる事で納得させる事も。横浜西署時代、事件捜査中に自分の部下・坪井透を、制止を振り切って射殺という形で殉職させてしまった過去があり、自分の戒めの為に部下の形見となった穴が空いたネクタイを毎日締めていたが、真相を知った今日介に返している。最初の妻の死後再婚している。
坪井今日介
演 - 魔裟斗
刑事。4年前に殉職した坪井透の弟。怪我をして刑事を続けるか悩んでいた時期がある。第1作では、緑川を兄の敵と思い、捜査方針に反発していたが、陽子から真相 を知り確執が消えた。兄の形見であったネクタイを緑川から渡されて以来、締めている。
谷口雄作
演 - 前川泰之（第1作）
刑事。
佐久間昌美
演 - 蟹瀬令奈（第1作）
刑事。
水田亮介
演 - 中山峻（第1作）
刑事。
久本孝之
演 - 児嶋一哉（アンジャッシュ）（第2作・第3作）
刑事。横浜西署から赴任してきた刑事で、横浜西署時代は緑川の部下だった。横浜西署時代に離婚して現在は独身。自身の離婚の原因は、緑川にこき使われて、家庭を顧みなかったのが原因だと思っていて、赴任後は、時々緑川を見下す態度をとっている。
浅見玲子
演 - 甲斐まり恵（第2作・第3作）
刑事。
水沼亮介
演 - 井田國彦（第2作 - 第4作）
刑事。
谷田部健作
演 - 内浦純一（第2作 - 第4作）
刑事。
守口
演 - 篠谷美緒（第3作）
刑事。
加藤
演 - 大矢晃弘（第3作）
刑事。
吉住早苗
演 - Sharo（第4作）
刑事。
花田誠
演 - 柴田英嗣（アンタッチャブル）（第4作）
刑事。

#### 警務課
溝口孝純
演 - 大和田獏
課長。緑川とは旧知の仲。かつては「カミソリ」と呼ばれた敏腕刑事だった。7年前に妻に先立たれ、幼い子供を育てる為に配置転換を希望し現在に至る。警務課に移ってからは、事件と捜査に無関心であったが、「刑事は捨てても、警察官としての魂は捨てるな」と緑川に諭され、かつての刑事魂が戻りつつある。伸びたラーメンが好物なのは刑事時代の習性。
安田恵
演 - 中村千怜
婦警。

#### 署長
綱島大悟
演 - 高橋ジョージ
署長。やたらと自慢話をすることを部下に指摘されている。緑川を引き抜く際、大学の先輩である県警本部長に頼み込んだのだが、元部下の殉職の件を知らなかった。

### 緑川家
緑川陽子
演 - 三船美佳
有一の2度目の妻。一美とは高校の同級生であり、29歳年下である。第1作で男の子 を出産する。今日介とは以前から面識があり、真実を知らないまま有一との確執を続ける今日介に我慢できなくなり、隠していた真実を打ち明けた。
緑川一美
演 - 飯沼千恵子
有一の最初の妻との娘。陽子とは親友だが、死んだ母を気遣って「お母さん」とは呼んでいない。
緑川翼
演 - 守田聖正（第1作・第2作）、堀田燿平（第3作・第4作）
有一の最初の妻との息子。一美の弟。
緑川正義
演 - 矢村央希（第4作）
有一と陽子の息子。

### その他
三田村幸乃
演 - 清水めぐみ
横浜南署に出前で出入りする中華料理屋のおかみ。いつも溝口に好物の伸びたラーメンを届けており、署内では溝口とともに緑川に助言を与えることもしばしば。一人っ子である。
中山文也
演 - 瞬之介（第2作 - 第4作）
一美の恋人。

### ゲスト
第1作「緑川警部 VS 86人の容疑者」（2009年）
- 高松次郎（大興和物産 元社員・久美の恋人） - 斉藤慶太
- 兵頭久美（大興和物産 社員・ストーカー被害者） - 松下萌子
- 矢部公一（横浜南警察署 刑事課 巡査部長） - 大橋てつじ
- 山形郁夫（元議員秘書） - 石井洋祐
- 久保田誠（横浜南警察署 生活安全課 巡査） - 小林且弥
- 田伏文郎（久美のマンション管理人） - 宮本大誠（幼少期：山下哲平）
- 児童養護施設「ひまわり学園」老職員 - 森康子
- 坪井透（今日介の兄・4年前 殉職した刑事） - 川上直己
- 安田佳代子（神奈川共済病院 看護師） - 広島朋恵
- 女性警察官 - みずさわ藍
- 神奈川県警箱根警察 刑事 - 片山知彦
- 記者 - 諌山幸治
- 横浜南署レギュラー刑事 - 大矢晃弘
- 刑事 - 三倉翔
- 胡桃沢由希（検事） - 浅野温子（10歳：杉田愛莉）
- 摩耶、小林遥香、神林弘一郎、飛騨信也、中島喜弘、佐藤伸也

第2作「緑川警部 VS 16時02分の路線バス」（2010年）
- 神崎誠（市長選立候補者・婿養子） - 増沢望
- 神崎聡子（神崎の妻） - 西尾まり
- 篠田喜彦（神崎の秘書） - 近江谷太朗
- 皆川厚子（バスジャックされたバスの乗客・千恵子の妹） - 中村綾
- 真田和子（バスジャックされたバスの乗客） - 川俣しのぶ
- マンション管理人 - 真夏竜
- 看護師 - 西岡花穂梨
- 野口浩二郎（バスジャックされたバスの乗客） - 大浜直樹
- かおる（バスジャックされたバスの乗客） - 大桑マイミ
- 前田正宗（バスジャックされたバスの運転手） - 中野剛
- 小谷千恵子（バスジャックされたバスの乗客・南横浜市立病院 看護師） - 東ちづる
- 戸籍係 - 吉満涼太
- 禅林寺 住職 - 國本鍾建
- 西山新二（南横浜市立病院 患者） - 山田古馬
- 吉沢（県庁職員） - 高橋豊
- 良太（心臓手術を受ける子供） - 新田海統
- 叔母 - 小柳友貴美
- 海堂梓（神崎の元愛人） - フェイ
- 看護師 - 渡部彩
- 貢 - 中屋力
- 刑事 - 桂絵美子
- 選挙運動員 - 大矢晃弘
- 平沼友子（新人秘書） - 野口麻衣子
- 建みさと、田口主将、小林美幸、石井マサト、馬渡薪市、柳川花帆、三倉翔、太田行、田村信明、山形清貴、長田月愛、加藤康太郎、加藤さおり

第3作「緑川警部 VS 殺人トランプ」（2011年）
- 権藤凛子（公彦の祖母・経済界のフィクサー） - 星由里子
- 市田美咲（ベビーシッター） - 佐藤寛子
- 夏八木レナ（夏八木小児医院） - 森下悠里
- 星野守 - 吉満涼太
- 星野明美 - 星ようこ
- 五木正 - 小宮孝泰
- 藤村公彦（発砲事件の犯人らしき青年・本屋店長） - 滝口幸広
- 山下泰造（小夜子の夫・3か月前 仮出所） - 虎牙光揮
- 渡瀬加奈 - 舟木幸
- 井上昭則（公彦の中学の先輩） - 川端竜太
- 記者 - 由地慶伍
- 山下小夜子（本屋のアルバイト） - 小沢真珠
- 立花一樹（凛子の顧問弁護士） - 岡田浩暉
- パチンコ屋店長 - 加藤裕
- 記者 - 二宮聡
- 看護師 - 西岡優妃
- 西慶子、重松収、出口哲也、藤沢祐里、栗原功平、清水健太、江藤純、村上尚子、高橋弘典、岩澤晶範、山県みつき、中井真徹、二宮聡、大藤千奈、秦来陽

第4作「緑川警部 VS 33分の勇気」（2012年）
- 速水五月（千夏の姉・県警の刑事） - 雛形あきこ
- 井上慎一（市会議員） - 大浦龍宇一
- 野川弘道（市会議員） - 矢柴俊博
- 速水千夏（婦人警官・アメリカで心臓移植手術を受けて帰国） - 三津谷葉子
- 村上絵里加（輪島の元同棲相手） - 井上美琴
- 写真館の主人 - せんだみつお
- 及川一 - 木下ほうか
- 輪島順平（ルポライター） - 清川均
- 前園 - 松本匠
- 黒崎拓也（黒崎の息子・五月の婚約者） - 井上顕
- ギャル - 藤澤志帆
- 達川平助（釣具店の店主） - 板東英二
- 黒崎剛造（元漁師） - 若林豪
- 八木瑛美莉、山本浩貴、鈴木省吾、岩尾万太郎、上村依子、恩田恵美子、椎名泰三、高橋孝輔、泉知束、築出静夫、逸見宣明、竹野友海、嶋谷健二、水原睦、杉本直樹、沢柳魁人、沖津海友、沼倉大将、長谷川輝、坂場元、阿部達也、高草量平

## スタッフ
- 脚本 - 今井詔二
- 監督 - 松本健
- 編成担当 - 山田康裕（第1作・第2作）、福田健太郎（第3作・第4作）
- 監督補 - 六車俊治
- 技斗 - 佐々木修平
- カースタント - シールズ（高橋昌志）
- 車輌・スタジオ - マエダオート
- 技術協力 - ビデオフォーカス
- 美術協力 - KHKアート
- プロデューサー - 浦井孝行、伊藤由彦
- 製作 - 国際放映、TBS

## 放送日程
| 話数 | 放送日         | サブタイトル                   | 脚本     | 監督   | 視聴率 |
| ---- | -------------- | ------------------------------ | -------- | ------ | ------ |
| 1    | 2009年06月22日 | 緑川警部 VS 86人の容疑者       | 今井詔二 | 松本健 | 13.4%  |
| 2    | 2010年07月26日 | 緑川警部 VS 16時02分の路線バス | 今井詔二 | 松本健 | 12.6%  |
| 3    | 2011年09月12日 | 緑川警部 VS 殺人トランプ       | 今井詔二 | 松本健 |        |
| 4    | 2012年12月17日 | 緑川警部 VS 33分の勇気         | 今井詔二 | 松本健 | 08.9%  |

- 視聴率はビデオリサーチ調べ、関東地区・世帯